# بینگو (شعر کودکانه)
«بینگو» (به انگلیسی: Bingo) یا «اسمش بینگو بود» یا «پیرمردی که یک سگ داشت»، نام یک ترانه کودکانه به زبان انگلیسی با منشأیی ناشناس است.
متن این شعر با تکرار چند بیت و جایگذاری حروف B-i-n-g-o با دست زدن وجود آمده است.

## ترجمه به فارسی
پیرمردی بود که یک سگ داشت
و اسمش بینگو بود
بی-آی-اِن-جی-او
بی-آی-اِن-جی-او
بی-آی-اِن-جی-او
و اسمش بینگو بود
***
پیرمردی بود که یک سگ داشت
و اسمش بینگو بود
(دست)-آی-اِن-جی-او
(دست)-آی-اِن-جی-او
(دست)-آی-اِن-جی-او
و اسمش بینگو بود
***
پیرمردی بود که یک سگ داشت
و اسمش بینگو بود
(دست)-(دست)-اِن-جی-او
(دست)-(دست)-اِن-جی-او
(دست)-(دست)-اِن-جی-او
و اسمش بینگو بود
***
پیرمردی بود که یک سگ داشت
و اسمش بینگو بود
(دست)-(دست)-(دست)-جی-او
(دست)-(دست)-(دست)-جی-او
(دست)-(دست)-(دست)-جی-او
و اسمش بینگو بود
***
پیرمردی بود که یک سگ داشت
و اسمش بینگو بود
(دست)-(دست)-(دست)-(دست)-او
(دست)-(دست)-(دست)-(دست)-او
(دست)-(دست)-(دست)-(دست)-او
و اسمش بینگو بود
***
پیرمردی بود که یک سگ داشت
و اسمش بینگو بود
(دست)-(دست)-(دست)-(دست)-(دست)
(دست)-(دست)-(دست)-(دست)-(دست)
(دست)-(دست)-(دست)-(دست)-(دست)
و اسمش بینگو بود